# ОШ „Бранко Ћопић” Доњи Агићи
ОШ „Бранко Ћопић” је основна школа на подручју општине Нови Град. Налази се у улици Доњи Агићи бб у Доњим Агићима. Име је добила по Бранку Ћопићу, српском и југословенском књижевник. Писао је поезију, приповјетке и романе, а прославио се својим причама за дјецу и младе,

## Историјат
Прва школа у овом селу отворена је 25. новембра 1944. Радила је у кући Јована Давидовића. Нова зграда са четири учионице саграђена је 1955. године. Од 1962. радила је као осмогодишња, под називом ОШ "Братство-јединство". Због недостатка простора, 1969. године, за потребе школе адаптиране су још три просторије задружног дома. Школске 1968/1969. школу је похађало 1.080, 1969/1970. - 1.168, а 1970/1971. - 1.242 ученика. Због великог броја ученика, 1973. саграђена је нова школска зграда. Данашње име добила је школске 1991/1992. и у то вријеме имала је 719 ученика.  Школске 2007/2008. похађала су је 243 ученика (са подручним одјељењима), а 2015/2016. имала је 135 ученика, 33 наставника, три вјероучитеља православне и два исламске вјеронауке. У њеном саставу радиле су петогодишње подручне школе: у засеоку Агића брдо (основана 1954) и селима Горњи Агићи (1955), Кршље (1954), Ћеле (1993) и Црна Ријека (1948). Раније су у саставу централне школе радила подручна одјељења у селима Хозићи (основано 1960, угашено 1992) и Јоховица (1956, угашено 2009). Централна школа има спортску салу и спортске терене. У ђачкој библиотеци било је више од 4.000, а у наставничкој око 200 књига.